# Choisy-en-Brie
Choisy-en-Brie ist eine französische Gemeinde mit 1.331 Einwohnern (Stand: 1. Januar 2022) im Département Seine-et-Marne in der Region Île-de-France. Sie gehört zum  Arrondissement Provins und zum Kanton Coulommiers. Die Einwohner werden Choiséens genannt.

## Geographie
Die Gemeinde Choisy-en-Brie liegt etwa zwölf Kilometer südöstlich von Coulommiers, neun Kilometer südwestlich von La Ferté-Gaucher und 70 Kilometer östlich von Paris am Flüsschen Ru de Piétrée, das hier noch Ru de Vannetin genannt wird.

## Bevölkerungsentwicklung
| Jahr      | 1946 | 1954 | 1962 | 1968 | 1975 | 1982 | 1990 | 1999 | 2008 | 2016 |
| Einwohner | 756  | 805  | 769  | 772  | 814  | 877  | 1049 | 1152 | 1321 | 1379 |

## Sehenswürdigkeiten
Siehe auch: Liste der Monuments historiques in Choisy-en-Brie
- Kirche St. Pierre und St. Paul, aus dem 12./13. Jahrhundert (Monument historique)